# Хоэнбока
Хоэнбока (нем. Hohenbocka) — община в Германии, в земле Бранденбург.
Входит в состав района Верхний Шпревальд-Лужица. Подчиняется управлению Руланд.  Население составляет 1098 человек (на 31 декабря 2010 года). Занимает площадь 15,59 км².
| Год  | Население |
| ---- | --------- |
| 2005 | 1191      |
| 2010 | 1113      |

## Достопримечательности
- Замок Хоэнбока